# Паладианизъм
Паладианизмът или паладианство е архитектурен стил от XVII - XVIII век, който се основава на работата на архитекта Андреа Паладио и неговите последователи като Винченцо Скамоци. Паладио проектира и строи около средата на XVI век дворци и вили във Венето, както и църкви в самия град Венеция. Той оказва голямо влияние на следващите поколения чрез архитектурно-теоретичния си труд „Четири книги за архитектурата“ (на итал.: I quattro libri dell’architettura), който излиза от печат във Венеция през 1570 г.

## Характеристики на стила
Благодарение на сравнително изчистения си дизайн, прости композиционни принципи и лесно разбираеми правила, архитектурата, базирана на модела на Паладио, намира широко разпространение от 17 век нататък. За това допринасят главно „Четирите книги“, които са преведени на английски през 1715 г. от Джакомо Леони, който работил в Англия. Дори архитекти-любители и ценители на архитектурата могли успешно да опитат възможностите си по архитектурен дизайн в стила на Паладио. Особено в протестантските страни в Северна и Западна Европа паладианизмът оставя траен отпечатък върху архитектурното творчество. Той се отличава от римския барок, който се възприемал като „католически“, посредством по-строги, по-класицистични форми. За разлика от барока, паладианизмът не познава вдлъбнато-изпъкналия фасаден релеф, нито триумфални връхни точки и раздвижени очертания. Паладианството се характеризира с ясно, подчертано наподобяващо Античността, използване на класическите форми на строителство, например чрез храмови фронтони и колосални ордери. Паладианският мотив (познат също като Венециански прозорец) често се използва за отвори на стени, при които по-високото централно разположение на арката е оградено от два тесни, затварящи под прав ъгъл отвора.

## Разпространение
Започвайки от Италия, паладианският стил повлиява от XVII век нататък архитектурното изкуство в протестантските страни в Северозападна Европа и Америка. Якоб ван Кампен се смята за основател на паладианизма в Нидерландия. В Англия от началото на XVII век паладианизмът става известен предимно чрез сградите от Иниго Джоунс. Те включват между другото Банкетната къща в Лондон и Къщата на кралицата в Гринуич. В началото на XVIII век либералните земевладелци строят образци на паладиански вили, например Ричард Бойл, 3-ти граф на Бърлингтън и неговата Чизик хаус. Паладианските мотиви отново стават важни през неокласицизма около 1800 г. и в така наречената революционна архитектура (течение в неокласицизма).
В новосъздадените Съединени американски щати, чието поколение от периода на основаването на републиката счита Римската република за модел за своята нова държава, паладианските идеи попадат на плодородна почва. Примери за това са сградите, проектирани от Томас Джеферсън за имението му в Монтичело и Вирджинския университ. В резултат на това паладианизмът повлиява развитието на американската колониална форма на джорджианския стил, известен също като Гръцко Възраждане (на английски: Greek Revival) или Антебелум. В наши дни, британецът Куинлан Тери привлича голямо внимание със своите проекти на паладиански вили и имения.
В Мюнхен между 1804 и 1806 г. Карл фон Фишер, вдъхновен от Паладио, от когото се възхищава, изгражда Двореца на принц Карл в стила на ранния класицизъм.

## Представители
Архитекти, които се причисляват към паладианизма:
- Иниго Джоунс (1573-1652)
- Джон Уеб (1611-1672), зет и помощник на Иниго Джоунс
- Роджър Прат (1620-1684)
- Колин Кембъл (1676-1729)
- Уилям Кент (1685-1748)
- Матю Бретингъм (1699-1769)
- Ричард Бойл, 3-ти граф Бърлингтън (1694-1753)
- Алесандро Галилей (1691-1737),
- Едуард Ловет Пиърс (1699-1733),
- Томас Джеферсън (1743-1826)
- Джеймс Хобан, (около 1762-1831)
- Роджър Морис (1695-1749).

## Виж също
- Ренесансова архитектура